# Thecla avaloma
Thecla avaloma är en fjärilsart som beskrevs av Wright 1906. Thecla avaloma ingår i släktet Thecla och familjen juvelvingar. Inga underarter finns listade i Catalogue of Life.